# Kimberly Dos Ramos
Kimberly Dos Ramos De Sousa (Caracas; 15 de abril de 1992) es una actriz, modelo, bailarina y presentadora venezolana. 
Comenzó desde muy temprana edad su carrera actoral con comerciales y promociones para televisión. Más tarde, debutó con papeles protagónicos en telenovelas de Radio Caracas Televisión, destacándose en La Trepadora y Que el cielo me explique. 
En 2011, se mudó a Miami, Estados Unidos donde obtuvo el papel de Matilda Román en la serie de televisión de Nickelodeon Latinoamérica Grachi, participando en las primeras dos temporadas.

## Primeros años
Hija de padres portugueses nacionalizados venezolanos.
Comenzó su carrera a los cuatro años de edad en comerciales de televisión y fotos para catálogos.

## Carrera

### Comienzos, animación y actuación (2003-2009)
Su primera aparición fue en 2003 en la telenovela de Radio Caracas Televisión, La Cuaima, donde interpretó a Bambi Cáceres Rovaina, un papel secundario en la telenovela. Según Dos Ramos, ese papel fue «el primer dramático que pulsó su capacidad actoral». 
Más tarde, tuvo una aparición en la telenovela de RCTV Amor a palos  donde interpretó a Julieta.
En 2006, incursionó como animadora en el espacio infantil de RCTV, La merienda. 
En 2008, interpretó a Eugenia Alcoy Del Casal en la telenovela de RCTV, La Trepadora, una telenovela inspirada en la obra homónima escrita por Rómulo Gallegos en 1925.
En 2009, continuó su trabajo como animadora en el programa Loco video loco de RCTV Internacional, en donde sólo estuvo por dos meses aproximadamente.
Trabajó en el proyecto American Model Venezuela, donde fue la animadora del espectáculo en vivo, desde el 17 de agosto al 2 de septiembre del 2009 en Caracas, Venezuela.

### Que el cielo me expliqueyGrachi(2009-2011)
A finales de 2009, retomó la actuación para interpretar a Karen Montero en lo que sería la última producción de RCTV Internacional, Que el cielo me explique.
Posteriormente tuvo varias participaciones en diferentes audiciones para ser parte del elenco de una nueva serie de televisión juvenil de Nickelodeon Latinoamérica. Después, en la conferencia anual de la Asociación Nacional de Ejecutivos de Programación de Televisión fue anunciado el elenco de la producción, que tenía por título Grachi, una serie de fantasía y aventura. Consiguió el papel de Matilda Román.

### Crecimiento artístico yEl rostro de la venganza(2012-presente)
Formó parte del reparto de El rostro de la venganza de Telemundo, filmada en Miami.
En 2013, fue parte del reparto de la telenovela de Telemundo, titulada Marido en alquiler. En dicha novela comparte créditos con Sonya Smith y Juan Soler entre otros.
A mediados de 2014, comenzó las grabaciones de Tierra de Reyes de Telemundo, interpretando a Irina Del Junco, compartiendo créditos con Sonya Smith y Scarlet Gruber entre varios más.
Luego fue la protagonista en ¿Quién es quién?, dando vida a Fernanda Manrique, compartiendo créditos con Eugenio Siller.
En 2016, se incorpora en las filas de Televisa parte formar parte de la nueva producción titulada Vino el amor, producida por José Alberto Castro, donde interpreta a Graciela y donde comparte créditos con  Irina Baeva y Gabriel Soto.
En 2018, se incorpora en la producción de José Alberto Castro, Por amar sin ley. Donde interpreta a Sofía Alcocer Balcázar una abogada penalista del bufete Vega y asociados, compartiendo créditos con David Zepeda y Julián Gil. 
A mediados del 2019 empieza a grabar la serie de Rubí para Televisa Univisión, donde interpreta a Maribel de la Fuente Ortiz, compartiendo créditos con José Ron Camila Sodi y Rodrigo Guirao Díaz. A finales de ese mismo año empezaría el reality de Mira quién baila.
En el 2021 volvería a las telenovelas, bajo la producción de La desalmada, interpretando a Isabella Gallardo Torreblanca, bajo la producción por José Alberto Castro. Compartiendo créditos con Livia Brito José Ron Marjorie de Sousa.

## Filmografía
| Año  | Título   | Rol   | Notas        |
| ---- | -------- | ----- | ------------ |
| 2014 | Los Ocho | Diana | Cortometraje |

| Año       | Título                   | Rol                                          |
| --------- | ------------------------ | -------------------------------------------- |
| 2000      | Hechizo de amor          | Marta "Martica" Sánchez                      |
| 2001      | Más que amor, frenesí    | Anastasia "Tati" Lara Fajardo                |
| 2002      | Las González             | Petunia Piña González                        |
| 2003-2004 | La Cuaima                | Bambi Cáceres Rovaina                        |
| 2005-2006 | Amor a palos             | Julieta Soriano Lam                          |
| 2008      | La Trepadora             | Eugenia Alcoy Del Casal                      |
| 2011      | Que el cielo me explique | Karen Montero                                |
| 2011-2012 | Grachi                   | Matilda Román                                |
| 2012-2013 | El rostro de la venganza | Katerina Alvarado Cruz                       |
| 2013-2014 | Marido en alquiler       | Patricia Ibarra Palmer                       |
| 2014-2015 | Tierra de reyes          | Irina Del Junco Belmonte de Gallardo         |
| 2015-2016 | ¿Quién es quién?         | Fernanda Manrique / Isabella Fernanda Blanco |
| 2016-2017 | Vino el amor             | Graciela Palacios                            |
| 2018-2019 | Por amar sin ley         | Sofía Alcocer Balcázar                       |
| 2020      | Rubí                     | Maribel de la Fuente Ortiz                   |
| 2021      | La desalmada             | Isabella Gallardo Torreblanca                |
| 2023-2024 | Vuelve a mí              | Liana Corrales                               |
| 2024      | Vivir de amor            | Angelli Del Olmo Sandoval de Aranda          |
| 2025      | Me atrevo a amarte       | Victoria Pérez-Soler Paz                     |

| Año  | Título             | Rol        | Notas        |
| ---- | ------------------ | ---------- | ------------ |
| 2015 | Top Chef Estrellas | Ella misma | Participante |
| 2020 | Mira quien baila   | Ella misma | Participante |
|      |                    |            |              |

## Premios y nominaciones
| Año  | Premio                                  | Categoría                                          | Trabajo por nominación   | Resultado |
| ---- | --------------------------------------- | -------------------------------------------------- | ------------------------ | --------- |
| 2011 | Kids Choice Awards México               | Villano favorito                                   | Grachi                   | Nominada  |
| 2011 | Kids Choice Awards Argentina            | Villano favorito                                   | Grachi                   | Nominada  |
| 2012 | Los Premios el Universo del Espectáculo | TV — Mejor actuación juvenil                       | Que el cielo me explique | Nominada  |
| 2012 | Kids Choice Awards México               | Villano favorito                                   | Grachi                   | Nominada  |
| 2012 | Kids Choice Awards Argentina            | Villano favorito                                   | Grachi                   | Nominada  |
| 2012 | Meus Prêmios Nick Brasil                | Chica del año                                      | Grachi                   | Ganadora  |
| 2012 | Twitter Awards                          | Miss Tweet                                         | Ella misma               | Nominada  |
| 2013 | Miami Life Awards                       | Televisión — Mejor actriz de reparto de telenovela | El rostro de la venganza | Ganadora  |
| 2013 | Premios Tu Mundo                        | Mejor actriz de reparto                            | El rostro de la venganza | Nominada  |
| 2013 | People en Español                       | Telenovelas — Mejor nuevo talento                  | Marido en alquiler       | Nominada  |
| 2013 | People en Español                       | Telenovelas — Mejor actriz secundaria              | Marido en alquiler       | Nominada  |
| 2013 | Special Beauty Awards                   | Belleza de la televisión                           | Marido en alquiler       | Ganadora  |
| 2014 | Miami Life Awards                       | Mejor actriz juvenil de telenovela                 | Marido en alquiler       | Ganadora  |
| 2014 | Premios Tu Mundo                        | Actriz juvenil favorita                            | Marido en alquiler       | Ganadora  |
| 2015 | Premios Tu Mundo                        | Mejor novela                                       | Tierra de reyes          | Ganadora  |